# أوين براون (مناهض العبودية)
أوين براون (بالإنجليزية: Owen Brown)‏ هو مناهض العبودية ‏ أمريكي، ولد في 4 نوفمبر 1824 في هدسن في الولايات المتحدة، وتوفي في 8 يناير 1890 في باسادينا في الولايات المتحدة بسبب ذات الرئة.